# Helene Udy
Helene Udy (* 1. November 1962 in Albuquerque, New Mexico) ist eine amerikanische Filmschauspielerin, Drehbuchautorin, Regisseurin und Filmproduzentin. In Deutschland wurde sie vor allem durch ihre Rolle als Myra in der Serie Dr. Quinn – Ärztin aus Leidenschaft bekannt.

## Leben
Sie wurde 1962 im amerikanischen Albuquerque geboren und wuchs als Tochter des Universitätsprofessors John Udy und der früheren Offizierin Mya Pilpoul im kanadischen Montreal auf. Ihre Mutter war Sergeant Major bei der israelischen Armee, als sie Udy traf, der als Städteplaner in Äthiopien arbeitete. Sie verließ die Armee und brannte mit ihm durch.
Helene Udy begann schon als Kind in Kanada mit der Schauspielerei. In Deutschland ist sie vor allem bekannt durch ihre Rolle als Myra Bing in der Serie Dr. Quinn – Ärztin aus Leidenschaft. Sie lebt in Kalifornien; ihre Schwester Claudia Udy ist ebenfalls Schauspielerin.

## Filmografie (Auswahl)

### Filme
- 1980: Hog Wild
- 1980: Pick–up Summer
- 1981: Blutiger Valentinstag (My Bloody Valentine)
- 1982: Incubus – Mörderische Träume (Incubus)
- 1981: Applaus für Janet (Introducing... Janet, Fernsehfilm)
- 1983: Dead Zone (The Dead Zone)
- 1985: Children of the Night (Fernsehfilm)
- 1985: Der Ausweg (Toughlove)
- 1986: Die Supernacht (One Night Only)
- 1987: Tonight’s the Night (Fernsehfilm)
- 1987: Nightflyer
- 1988: Pin
- 1988: Shades of Love: Moonlight Flight (Fernsehfilm)
- 1989: The Hollywood Detective (Fernsehfilm)
- 1990: Die Mördergrube (Sweet Murder)
- 1990: Object of Desire
- 1997: Naked in the Cold Sun
- 1999: Liebe und andere Missverständnisse (Follow Your Heart)
- 2000: Leading with the Right
- 2000: If Tomorrow Comes
- 2004: Asleep at the Wheel on the Road to Nowhere (Kurzfilm)
- 2005: Katie Bird – Die Geburt eines Monsters (KatieBird *Certifiable Crazy Person)
- 2005: Witches of the Caribbean
- 2009: Bloodlust: My Bloody Valentine and the Rise of the Slasher Film (Kurzfilm)
- 2010: the Cross (Kurzfilm)
- 2010: 12 FL OZ
- 2012: 1313: Frankenqueen
- 2013: The Big Bad City
- 2013: For Abigail, Love Benjamin (Kurzfilm)
- 2013: Tumblers (Kurzfilm)
- 2013: Executive Protection (Fernsehfilm)
- 2013: Healers (Kurzfilm)
- 2014: 3 Wicked Witches
- 2014: The System
- 2014: Devilish Charm
- 2014: The Big Bad City
- 2015: Sky Harbor
- 2015: Hamlet’s Ghost
- 2016: The Wrong Child (Fernsehfilm)
- 2016: Terror Tales
- 2016: A Husband for Christmas (Fernsehfilm)
- 2017: The Wrong Student (Fernsehfilm)
- 2017: Swamp Freak
- 2017: The Last Revenants
- 2017: First House on the Hill
- 2017: Amityville: Evil Never Dies
- 2018: House of Demons
- 2018: Stirring
- 2018: The Wrong Cruise (Fernsehfilm)
- 2018: The Wrong Friend
- 2018: Silent Panic
- 2019: Hahajakal
- 2019: Evil Under the Skin
- 2019: The Wrong Boy Next Door (Fernsehfilm)
- 2019: The Wrong Cheerleader (Fernsehfilm)
- 2020: The Wrong Stepfather (Fernsehfilm)
- 2020: The Wrong Cheerleader Coach (Fernsehfilm)
- 2020: Death Care
- 2020: RED VS WOLF
- 2020: Loose Luck
- 2021: The Wrong Real Estate Agent (Fernsehfilm)
- 2021: The Wrong Fiancé (Fernsehfilm)
- 2021: Red Carpet
- 2023: Disco Inferno (Kurzfilm)

### Fernsehserien
- 1981–1982: Hangin’ In (zwei Folgen)
- 1982: 33 Brompton Place
- 1982: Jung und Leidenschaftlich – Wie das Leben so spielt (As the World Turns, eine Folge)
- 1984: Karussell der Puppen (Paper Dolls, eine Folge)
- 1984: Cagney & Lacey (eine Folge)
- 1985: Junge Schicksale (ABC Afterschool Specials, eine Folge)
- 1985: Unbekannte Dimensionen (The Twilight Zone, eine Folge)
- 1985: The Insiders (eine Folge)
- 1986: Jonny Quest (nur Stimme)
- 1986: Downtown (eine Folge)
- 1987: Silver Spoons (eine Folge)
- 1988: In der Hitze der Nacht (In the Heat of the Night, zwei Folgen)
- 1991: Charlie Hoover (eine Folge)
- 1993: Star Trek: Deep Space Nine (eine Folge)
- 1993–1997: Dr. Quinn – Ärztin aus Leidenschaft (Dr. Quinn, Medicine Woman, 73 Folgen)
- 1994: Lonesome Dove: The Series (eine Folge)
- 1994: Wildes Land – Die Serie (Lonesome Dove: The Series, eine Folge)
- 1995: Santo Bugito (eine Folge, nur Stimme)
- 1996: The Real Adventures of Jonny Quest (drei Folgen, nur Stimme)
- 2007: Star Trek: New Voyages (Fanserie)
- 2012: Assignment: Unexplained (eine Folge)
- 2017: BuzzFeed Video
- 2019: Fight Night (zwei Folgen)
- 2021: The Showcase with Mick Manhattan
- 2021: Vampire Bud (eine Folge, nur Stimme)

### Drehbücher, Regie, Produktion
- 1990: Nowhere Land (Kurzfilm), Drehbuch, Regie
- 1997: Naked in the Cold Sun, Duranhgo Pictures, Drehbuch, Regie[2][4]
- 2000: If Tomorrow Comes, Produktion
- 2006: The Bliss, Koproduzentin, Line Producer
- 2010: 3 Billion and Counting, Koproduzentin
- 2013: The Big Bad City, beratende Produzentin, Post-Produktion